# Cannibal (песня)
«Cannibal» — промосингл американской исполнительницы Кеши из её первого одноимённого мини-альбома.

## Информация о песне
Трек был написан Кешей Себерт, Джошуа Коулманом, Матье Джомфом и Пибе Себертом, в то время как Ammo и Billboard продюсировали трек. Трек был записан в сентябре 2010 года в Conway Recording Studios в Голливуде, Лос-Анджелес, Калифорния. Песня послужила заглавным треком к её первому EP Cannibal и была написана, записана и завершена всего за несколько недель до выхода EP.

## Выпуск и продвижение
После своего первоначального релиза песня попала в канадский и американский чарт Billboard под 62-м и 77-м номерами соответственно. Кеша исполнила эту песню в своих турах Get Sleazy Tour (2011) и Kesha and the Creepies: Fuck the World Tour (2016—2017).

## Фон и композиция
Кеша использует стиль рэп-пения в треке, где она читает такие слова, как «Всякий раз, когда ты говоришь мне, что я красивая / Вот тогда меня действительно охватывает голод» и «У меня есть сердце, клянусь, есть / Просто не детское, когда дело касается тебя». «Cannibal» использует синтезатор и танцевальную поддержку, в то время как Кеша поёт о склонностях к людоедству и делает отсылку к печально известному серийному убийце Джеффри Дамеру. Эта песня написана в тональности фа минор с темпом 130 ударов в минуту. Её вокальный диапазон простирается от низкой ноты F4 до высокой ноты F5. На протяжении всей песни присутствуют фрагменты пения Кеши йодлем. Использование автоматической настройки и вокодеры также заметны на протяжении всего трека.

## Использование в СМИ и поп-культуре
В феврале 2020 года песня получила вирусный статус вслед за танцевальным трендом, использующим её в приложении TikTok. После возрождения интереса к песне песня вновь попала во многочисленные чарты, став синглом из топ-40 в Канаде. В ответ Кеша присоединилась к приложению и выпустила видео, на котором она исполняет вирусную танцевальную программу вместе с Чарли Д'Амелио, а также выпустила лирическое видео на песню.

## Чарты
| Чарт (2010)                   | Позиция |
| ----------------------------- | ------- |
| США Billboard Hot 100         | 77      |
| Канада (Canadian Hot 100)     | 62      |
| Чарт (2020)                   | Позиция |
| Аргентина (Argentina Hot 100) | 55      |
| Канада (Canadian Hot 100)     | 31      |

## Сертификаты и копии продаж
| Регион                                                                      | Сертификация | Продажи |
| --------------------------------------------------------------------------- | ------------ | ------- |
| Австралия (ARIA)                                                            | Золотой      | 35 000  |
| Данные о продажах + прослушиваниях приведены только на основе сертификации. |              |         |